# الکساندر گوردون لاینگ
سرگرد الکساندر گوردون لاینگ (Alexander Gordon Laing) (زادهٔ ۲۷ دسامبر ۱۷۹۴ – درگذشت ۲۶ سپتامبر ۱۸۲۶) کاوشگر اسکاتلندی و نخستین اروپایی بود که در اوت ۱۸۲۶ از مسیر شمال به جنوب، به تیمبوکتو رسید. او حدود پنج هفته پس از اینکه تیمبوکتو را ترک کرد، کشته شد.

## اوایل زندگی
لاینگ در اواخر ۱۷۹۴ میلادی در ادینبرا زاده شد. او آموزش خود را نزد پدرش، ویلیام لاینگ که استاد خصوصی مطالعات کلاسیک بود و در دانشگاه ادینبرو فرا گرفت. در ۱۸۱۱ میلادی، او به عنوان منشی دایی خود سرهنگ گبریل گوردون به باربادوس رفت.

## خدمت نظامی
با توصیه ژنرال سِر جورج بکویث، فرماندار باربادوس، او توانست در ۱۸۱۳ میلادی یک درجه نظامی ستوان سوم در پیاده‌نظام سبک داوطلبان یورک به‌دست‌آورد. او در ۱۸۱۵ میلادی، بدون خریداری درجه نظامی، به ستوان اول ترفیع داده شده و پس از اینکه هنگ پیشین او در ۱۸۱۷ میلادی منحل گردید، او به هنگ دوم هند غربی منتقل شد. در ۱۸۲۲ میلادی، او به عنوان سروان به فوج سلطنتی مستعمرات آفریقایی انتقال داده شد. در همان سال، در حالی که هنگ او در سیرالئون بود، از طرف فرماندار سِر چارلز مک‌کارتی به کشور ماندینکا فرستاده شد تا دو هدف را دنبال نماید، باز کردن راه تجارتی و تلاش برای لغو تجارت برده در آن منطقه. در اواخر همان سال، لاینگ از فالابا، پایتخت کشور سولیمانا دیدار نموده و سرچشمه رود راکیل را مشخص نمود. او تلاش ورزید تا سرچشمه رودخانه نیجر را نیز دریابد، اما توسط مردمان بومی متوقف گردید. با این حال، او توانست با تخمینی نزدیک، سرچشمه رودخانه را مشخص نماید. در ۱۸۲۴ میلادی، درجه نظامی محلی سرگرد تنها در آفریقا، به او اعطاء شد. او در جنگ آشانتی از ۱۸۲۴–۱۸۲۳ میلادی سهم فعال داشت و همراه با فرستادگانی که خبر مرگ سِر چارلز مک‌کارتی در جریان جنگ را با خود می‌آوردند، به خانه فرستاده شد. هنگامی که لاینگ در انگلستان حضور داشت، داستان سفرهای خود را در ۱۸۲۴ میلادی نوشت و در ۱۸۲۵ میلادی تحت عنوان سفرها در کشورهای تیمانی، کورانکو و سولیما در آفریقای غربی، به چاپ رسید.

## سفر به تیمبوکتو
لاینگ باور داشت که سرچشمه رودخانه نیجر را دریافته است و پیشنهاد نمود تا در امتداد این رودخانه تا دلتای آن سفر نماید. ژوزف بنکس که رئیس انجمن آفریقا بود، به امید اینکه این سفر اکتشافی ممکن است موقعیت تیمبوکتو را برملا نماید، از این پروژه حمایت کرد. هنری، ارل سوم باتورست که در آن زمان وزیر مستعمرات بود، به ناخدا لاینگ دستور داد که سفر خود را از طریق طرابلس و تیمبوکتو ادامه دهد تا در رابطه با آبنگاری دریاچال نیجر اطلاعات بیشتری به‌دست آید. لاینگ در فوریه ۱۸۲۵ انگلستان را ترک نموده و در ۱۴ ژوئیه با ایما وارینگتون، دختر قنسول انگلیس، در طرابلس ازدواج کرد. دو روز بعد، او با جاگذاشتن تازه عروس خود طرابلس را ترک نموده و در همراهی با یک شیخ که بعداً به برنامه‌ریزی قتل لاینگ متهم شد، به سفر در صحرای بزرگ آفریقا آغاز کرد. لاینگ با طی کردن یک مسیر غیر مستقیم در اکتبر ۱۸۲۵ به غدامس رسیده و در دسامبر همان سال به منطقه عین صلاح در قلمرو توات رسید، جاییکه او با استقبال گرم گروه مشخصی از مردمان طوارق روبرو شد.
در ۱۰ ژانویه ۱۸۲۶، او قلمرو توات را ترک نموده و پس از عبور از صحرای تنزروفت به تیمبوکتو رسید. نامه‌های که در می و ژوئیه نوشته شده‌اند، بیانگر ابتلای او به بیماری تب و غارت کاروان او توسط گروه دیگری از مردم طوارق بود. لاینگ می‌گوید که در جریان جنگ، ۲۴ نقطه از بدن او مجروح شده بود. او با یکی دیگر از نجات یافته‌ها توانست خود را به سیدی المختار برساند، اما هیچ پولی با خود نداشت و دست راست‌اش را نیز از دست داده بود. او به کاروان دیگری پیوست و به تیمبوکتو رسید، با انجام این سفر او به نخستین اروپایی مبدل شد که از شمال به جنوب صحرای بزرگ آفریقا عبور نمود. او با نامه‌ای که در ۲۱ سپتامبر از تیمبوکتو فرستاد، رسیدن خود در آن شهر در ۱۸ اوت همان سال را اعلام نموده و در رابطه با امنیت خود، به دلیل خصومت رئیس قبیله فولا به‌نام بیلو که در آن زمان حاکم شهر بود، ابراز نگرانی نمود. او اضافه نمود که قصد دارد تا سه روز دیگر تیمبوکتو را ترک نماید. هیچ خبر دیگری از این کاوشگر دریافت نشد. بنابر اطلاعاتی که بعدها دریافت گردید، مشخص شد که او در همان روزی که برنامه‌ریزی کرده بود، تیمبوکتو را ترک کرد. او ممکن است در حوالی شب ۲۶ سپتامبر ۱۸۲۶ توسط مهاجمین طوارق خفه شده باشد – با کش کردن دو انتهای تنابی که در گردن لاینگ گره زده شده بود.

## پیامدها
یادداشت‌های لاینگ هرگز یافت نشد و پدرزن وی، هانمر وارینگتون، حکومت فرانسه (که همچنین خواستار رسیدن به تیمبوکتو بود) را به مداخله و حصول سفرنامه لاینگ متهم کرد؛ با این حال، هیچگاه مدرکی دال بر آن وجود نداشته‌است. رنه کایلی دو سال بعد از لاینگ به تیمبوکتو رسید و با زنده برگشتن از آنجا، ۱۰٬۰۰۰ فرانک جایزه‌ای که از سوی انجمن جغرافیا برای این شاهکار پیشکش گردیده بود را به‌دست‌آورد. مدال طلای انجمن جغرافیا در ۱۸۳۰ میلادی به این دو نفر اعطاء گردید. حکومت فرانسه در ۱۹۰۳ میلادی، لوحه‌ای که نام لاینگ و تاریخ بازدید او در آن درج شده بود را در خانه‌ای که لاینگ در جریان اقامت ۳۸ روزه خود در تیمبوکتو در آن زندگی می‌کرد، نصب نمود. این خانه که در شهرستان دجینگاریبر، در شهر کهنه واقع شده‌است، تحت فرمان مورخ ۱۸ دسامبر ۱۹۹۲ به عنوان آثار ملی اعلام شد.